# Wapen van Veenhuizen

Wapen van de voormalige gemeente Veenhuizen

Het wapen van het Veenhuizen werd op 22 oktober 1817 aan de Noord-Hollandse gemeente Veenhuizen in gebruik bevestigd door de Hoge Raad van Adel. De herkomst van het wapen is niet bekend. Het lijkt op de wapens met de Waterlandse zwaan, maar Veenhuizen behoort niet tot de regio Waterland, de pijlenbundel uit die wapens ontbreekt en de kleuren wijken af. Het is wel bekend dat de baljuw van Heerhugowaard en Veenhuizen dit wapen als bijschild voerde.
De gemeente is op 31 mei 1856 gefuseerd met de gemeente Heerhugowaard. De gemeente kreeg in 1936 het gemeentewapen zonder een element uit het wapen van Veenhuizen.

## Blazoenering
De blazoenering van het wapen luidt als volgt:
Van lazuur beladen met een zwaan van zilver, gebekt van keel, gehalsband van goud, zwemmende op een zee van synople.
Het wapen is blauw van kleur. Op het blauwe veld is een zilveren zwaan geplaatst, de snavel is rood van kleur en om de nek is een gouden band geplaatst. De zwaan zwemt in een groene schildvoet.
Abbekerk
· Akersloot
· Andijk
· Ankeveen
· Anna Paulowna
· Assendelft
· Avenhorn
· Barsingerhorn
· Beemster
· Beets
· Bennebroek
· Berkenrode
· Berkhout
· Bijlmermeer
· Blokker
· Bovenkarspel
· Broek in Waterland
· Broek op Langedijk
· Buiksloot
· Bussum
· Callantsoog
· De Rijp
· Egmond
· Egmond aan Zee
· Egmond-Binnen
· Graft
·  Graft-De Rijp
· 's-Graveland
· Groet
· Grootebroek
· Grosthuizen
· Haarlemmerliede
· Haarlemmerliede en Spaarnwoude
· Harenkarspel
· Heerhugowaard
· Hensbroek
· Hoogkarspel
· Hoogwoud
· Ilpendam
· Jisp
· Kalslagen
· Katwoude
· Koedijk
· Koog aan de Zaan
· Kortenhoef
· Krommenie
· Kwadijk
· Langedijk
· Leimuiden
· Limmen
· Marken
· Middelie
· Midwoud
· Monnickendam
· Muiden
· Naarden
· Nederhorst den Berg
· Nibbixwoud
· Niedorp
· Nieuwe Niedorp
· Nieuwendam
· Nieuwer-Amstel
· Noord-Scharwoude
· Noorder-Koggenland
· Obdam
· Oosthuizen
· Opperdoes
· Oterleek
· Oude Niedorp
· Oudendijk
· Oudkarspel
· Oudorp
· Petten
· Ransdorp
· Schardam
· Scharwoude
· Schellingwoude
· Schellinkhout
· Schermer
· Schermerhorn
· Schoorl
· Schoten
· Sijbekarspel
· Sint Maarten
· Sint Pancras
· Sloten
· Spaarndam
· Spaarnwoude
· Spanbroek
· Twisk
· Urk
· Ursem
· Veenhuizen
· Venhuizen
· Warder
· Warmenhuizen
· Waverveen
· Weesp
· Weesperkarspel
· Wervershoof
· Wester-Koggenland
· Westwoud
· Westzaan
· Wieringen
· Wieringermeer
· Wieringerwaard
· Wijdenes
. Wijdewormer
. Wijk aan Zee en Duin
· Wimmenum
· Winkel
· Wognum
· Wormer
· Wormerveer
· Zaandam
· Zaandijk
· Zeevang
· Zijpe
· Zuid-Scharwoude
· Zuid- en Noord-Schermer
· Zwaag

Dorpswapens:
Hauwert
· Volendam
· Zwaagdijk-West